# CAPTOR (レーダー)
CAPTOR（キャプター）は、ユーロレーダー社が開発したパルスドップラー・レーダー。ユーロファイター タイフーンの火器管制レーダーとして開発された。なおユーロレーダー社は、SELEX ES社、EADS社およびインドラ・システマズ社の合資企業である。
なお、CAPTORは旧称をECR90、キャプターEは別名をCAESAR（CAPTOR Active Electronically Scanned Array Radar の略称。読みはカエサルまたはシーザー）と言い、2015年に実用化される予定。

## 概要
ユーロファイター タイフーン トランシェ1・2では、メカニカルスキャン方式のCAPTORが搭載される。これはフェランティ社のブルーヴィクセン・レーダーをもとにして開発されており、アンテナやその駆動部、デジタルシグナルプロセッサなどはブルーヴィクセンのものを踏襲、あるいはその発展型を採用している。
アンテナ直径約70cm、6個の列線交換ユニットを含んでいる。チャンネル数は3チャンネル。戦闘機レベルの大きさの目標については約160km、大型目標では約320kmの探知能力があり、同時に20個の目標の追跡ができるという。
トランシェ3では、フロントエンドをアクティブ・フェーズドアレイ（AESA）式に改めたキャプターEが搭載される予定であるが、導入国間に意見の相違があるため、当初計画の約45%に当たるトランシェ3Aにおける搭載は見送られる見通し。キャプターEは2007年5月より飛行試験を開始しており、探索距離など、巡航ミサイルのような小型目標やステルス性のある目標を探知する能力に資する性能向上を目指すといわれる。

### 搭載機種
- ユーロファイター タイフーン